# Liste des évêques de Nnewi
Liste des évêques de Nnewi
(Dioecesis Nneviensis)

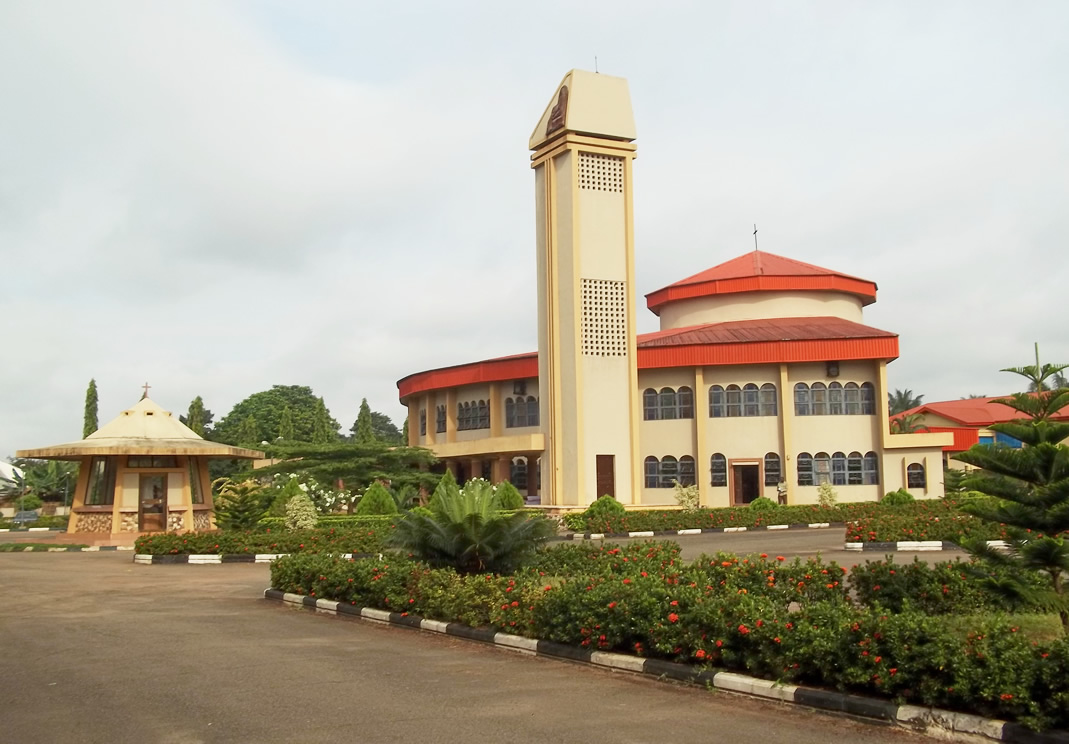
L’église Saint - Cletus à Nnewi

L'évêché nigérian de Nnewi est créé le 9 novembre 2001, par détachement de l'archevêché d'Onitsha.

## Sont évêques
- 9 novembre 2001-9 novembre 2021 : Hilary Okeke (Hilary Paul Odili Okeke)
- depuis le 9 novembre 2021 : Jonas Okoye (Jonas Benson Okoye)

## Sources
- L'ANNUAIRE PONTIFICAL, sur le site http://www.catholic-hierarchy.org, à la page